# Zorocrates alternatus
Espèce
Zorocrates alternatus est une espèce d'araignées aranéomorphes de la famille des Zoropsidae.

## Distribution
Cette espèce se rencontre aux États-Unis au Texas dans le comté de Cameron et au Mexique au Tamaulipas,.

## Description
Le mâle décrit par Platnick et Ubick en 2007 mesure 5 mm et la femelle 6 mm.

## Publication originale
- Gertsch & Davis, 1936 : New spiders from Texas. American Museum novitates, no 881, p. 1-21 (texte intégral).